# Byzantinisches und Christliches Museum

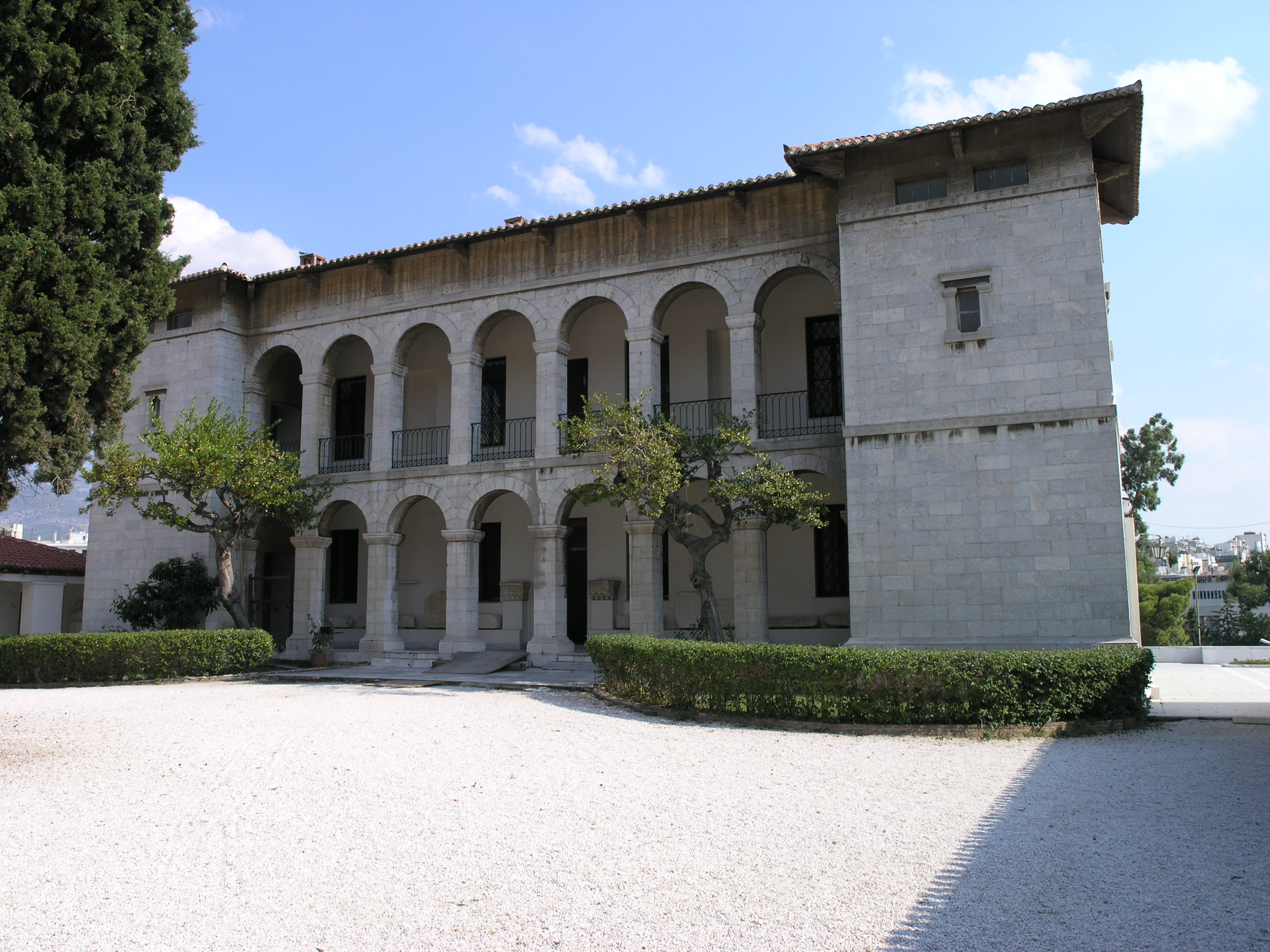
Altes Hauptgebäude des Museums

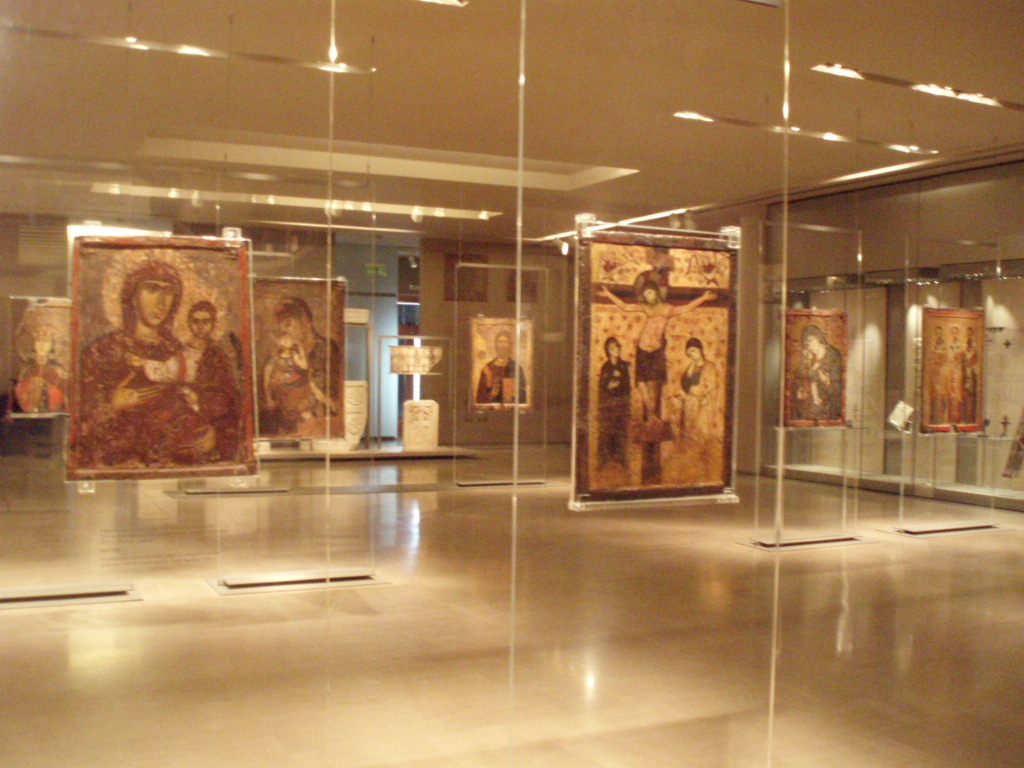
Ausstellungsraum

Das Byzantinische und Christliche Museum (griechisch Βυζαντινό και Χριστιανικό Μουσείο, Vyzantino kai Christianiko Mousio), kurz Byzantinisches Museum, ist ein Museum in Athen, spezialisiert auf sakrale christliche Kunst.

## Geschichte
Das Museum wurde 1914 gegründet und befindet sich seit 1930 in der Villa Ilissia, der 1840 nach Entwürfen von Stamatios Kleanthis erbauten Residenz der französischen Philhellenin Sophie de Marbois-Lebrun, Duchesse de Plaisance (1785–1854). Seit 1989 werden auch Schulungen und pädagogische Programme über frühchristliche Geschichte durchgeführt. 1993 wurde ein Anbau mit einer Grundfläche von 12.600 m² eröffnet, der seitdem die Präsentation eines großen Teils der rund 25.000 Exponate aus der Zeit des 3. Jahrhunderts v. Chr. bis 20. Jahrhundert n. Chr. ermöglicht.

## Exponate
Die Ausstellung ist chronologisch und reicht von spätrömischer Kunst bis hin zu den Mitbringseln christlicher Flüchtlinge aus Kleinasien 1922. Eine Besonderheit ist der Schatz von Lesbos, welcher von den Bewohnern der Insel zum Schutz vor Piraten im 7. Jahrhundert vergraben wurde.